# 藤基神社
　藤基神社（ふじもとじんじゃ）は、新潟県村上市にある神社。旧社格は県社。徳川家康の異母弟であり、村上藩祖・内藤信成と歴代城主を祀る。境内地全域が国指定史跡『村上城跡』に、社殿及び付属建造物が村上市指定文化財及び村上市歴史的風致形成建造物にも指定されている。

## 概要
村上城内三之丸に鎮座し、村上藩の藩主内藤家開祖・内藤豊前守信成及び歴代城主を主祭神として祀る神社である。
信成は徳川家康の異母弟とされ、戦国時代から江戸時代前期の武将・譜代大名であり徳川十七士の一人。
後世の村上藩主内藤家の不幸（度重なる子の病死）に際し、家祖・信成を祀る霊廟として建てられた。
創建の故事に加え歴代城主が子孫繁栄と家運長久を祈念してきたことから、安産や子育てにご利益があるとされているほか、武家の神社であることに加え、社殿が城主居館から裏鬼門に位置していることから厄除け・勝運の神としても信仰されている。
城下町の面影をいまなお色濃く残す同市において、城主を祀る同社へは市民から篤い崇敬が寄せられている。

## 祭神
主祭神
- 藩祖：内藤信成
- 内藤家10代（6代藩主）：内藤信敦
- 内藤家11代（7代藩主）：内藤信思

相殿
- 八幡大神
- 稲荷大神
- 菅原大神

- 秋葉大神

## 歴史
内藤家4代信良の跡継ぎには嫡子信貞が定められていたが、わずか13歳で病死する。急遽弌信が家督を相続するも、弌信の子も合わせて5人が早世する。続けざまに起こる家の不幸を払い除けようと、享保2年（1717年）に江戸内藤家邸内に家祖・信成を祀る霊廟を創り「藤基神社」と称したのが始まり。
享保5年（1720年）に弌信が初代村上藩主となったのち、7代藩主で江戸幕府老中の信思により嘉永2年（1849年）に、江戸藤基神社から分霊を遷座し現在の社殿を建立した。併せて在来の八幡大神及び、城内二之丸に鎮座していた稲荷大神を合祀。社殿は城内と城下の境目に立ち、村上城主の居館から裏鬼門（南西）の方角に建てられていることから、藩の鬼門封じの意味合いをもっていると考えられている。
明治6年（1873年）に村社に列せられたのち、村上本町新町の菅原神社の社殿廃頽により菅原大神を合祀し、大正6年（1917年）に県社へと昇格した。現在では、旧村上市街地において学問の神菅原道真を唯一祀る神社である。
平成5年に村上城の遺構として境内地全域が国指定史跡『村上城跡』に指定された。昭和55年（1980年）には、社殿及び付属建造物が村上市指定有形文化財（建造物）に、平成28年（2016年）に同市の歴史的風致形成建造物に指定されている。

## 社殿・境内
家康を祀る日光東照宮と同じ神社建築様式である権現造により建てられており、正面に唐門を設け周りに源氏塀を配し、拝殿と本殿が石の間と呼ばれる石畳の廊下により繋がれている。
総ケヤキ造による社殿には村上が生んだ名匠有磯周斎が「籠彫り」と呼ばれる技法を用いて、8年もの歳月を費やした彫刻が数多く施されており、現在では村上市の指定有形文化財に指定されている。
また、美麗な状態で見つかった建築時の上棟札から、全てが村上町衆の手により建てられていることが判明し、これは当時の村上地方の建築技術水準を窺い知ることができる点においても価値が高いといえる。
拝殿扉の扁額には内藤家裏家紋の「軍配団扇」を、拝殿内の釘かくしには内藤家の印「卍」が打たれている。また、境内の石垣は村上城の石垣と同じ柏尾の石が使われている。
令和2年9月19日に「村上藩主内藤家立藩300年記念事業」が行われ、青銅大燈籠が復元された。青銅大燈籠は、嘉永2年の神社建立の時に村上藩家老衆より寄進されたものだが、第2次世界大戦の金属回収令により失われる。復元されたことによって、建立当時の境内の姿が再び蘇った。
その他、境内に存在する建築物を下記に列挙する。
- 社号標

- 総門
- 鳥居三十郎記念碑

戊辰戦争時の家老で、藩の責任を一身に背負い自刃した鳥居三十郎の追悼碑
- 種川碑

世界で最初に鮭の母川回帰性を発見し、自然ふ化増殖を成功させた青砥武平治の頌徳碑
- 村上藩士殉難者慰霊碑

戊辰戦争において奥羽越列藩同盟の一員として新政府軍と戦い殉難した村上藩士の慰霊碑
- 忠魂碑

日清日露戦争において戦死した村上藩旧士族の子弟を祀った慰霊碑
- 唐門
- 社殿
- 青銅大燈籠
- 国指定史跡：村上城跡（境内地全域）

### ギャラリー

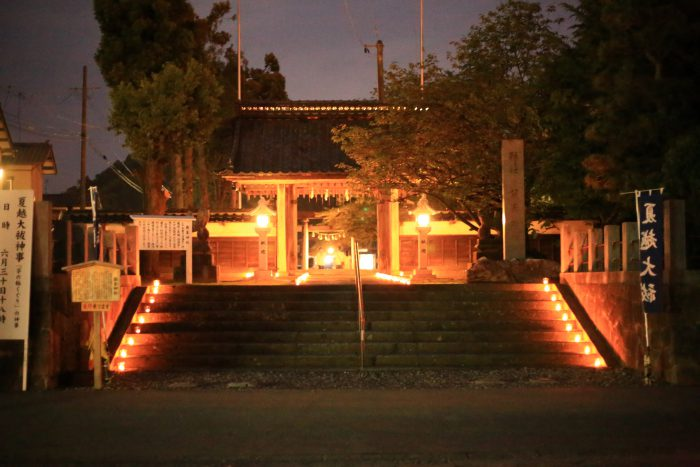
夏越大祓
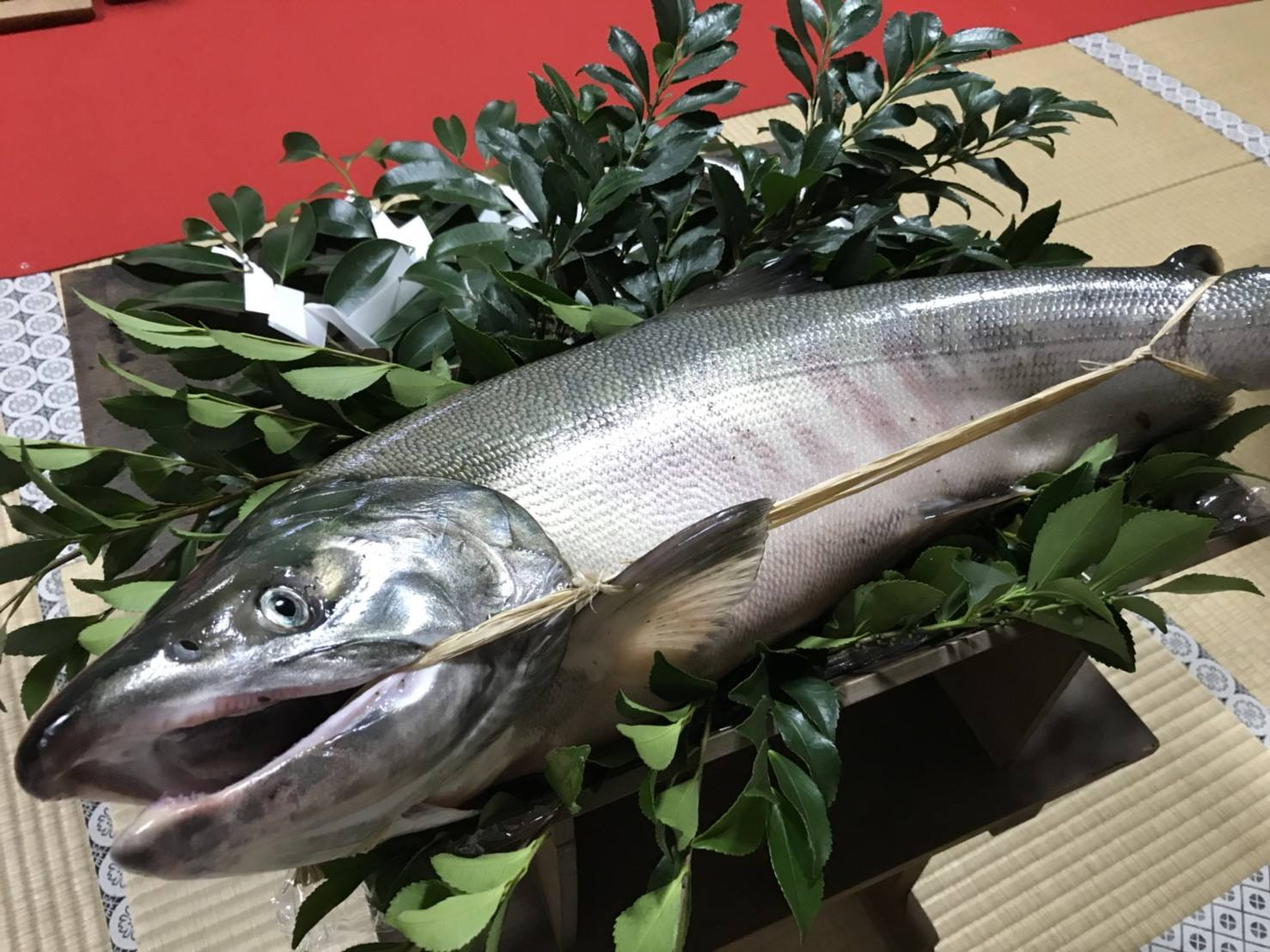
鮭魂祭

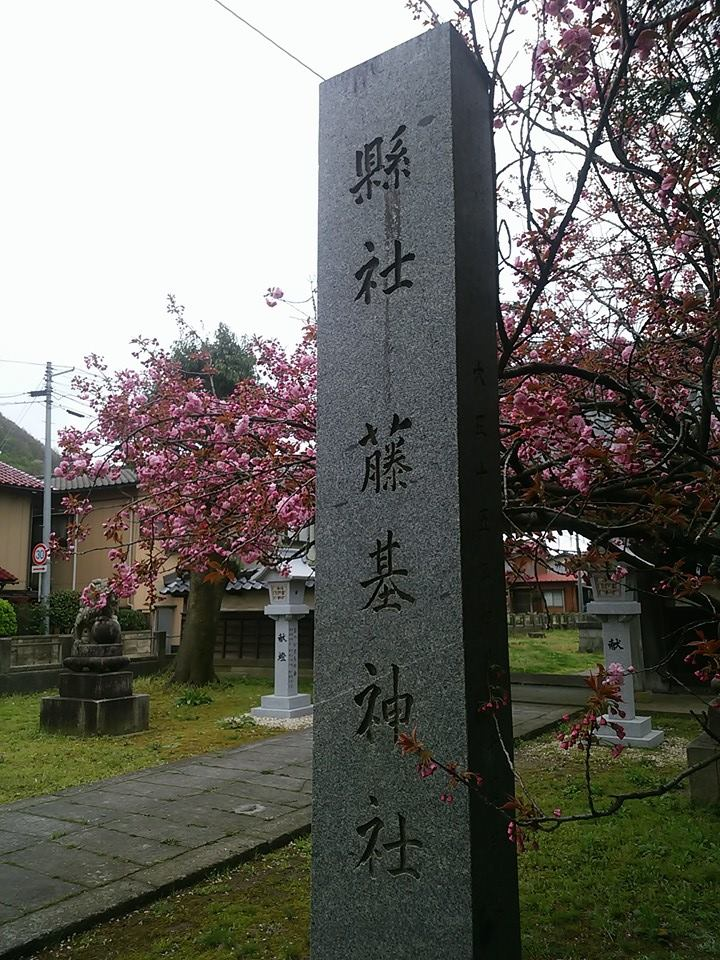
社号標（子爵内藤信利書）
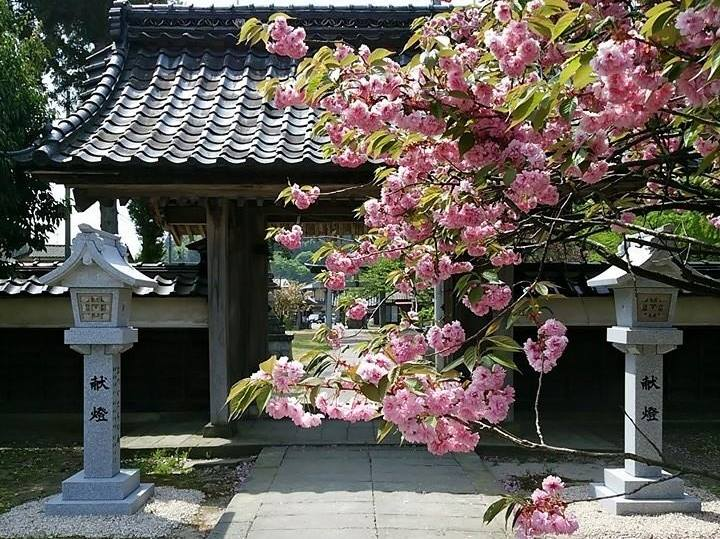
総門
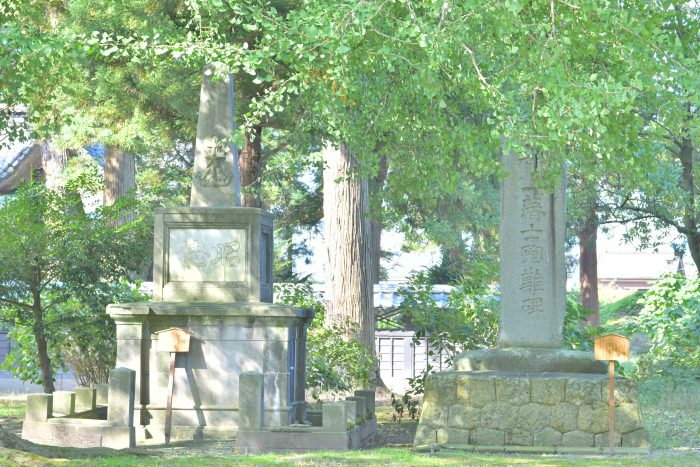
村上藩士殉難者・日露戦争戦没者慰霊碑
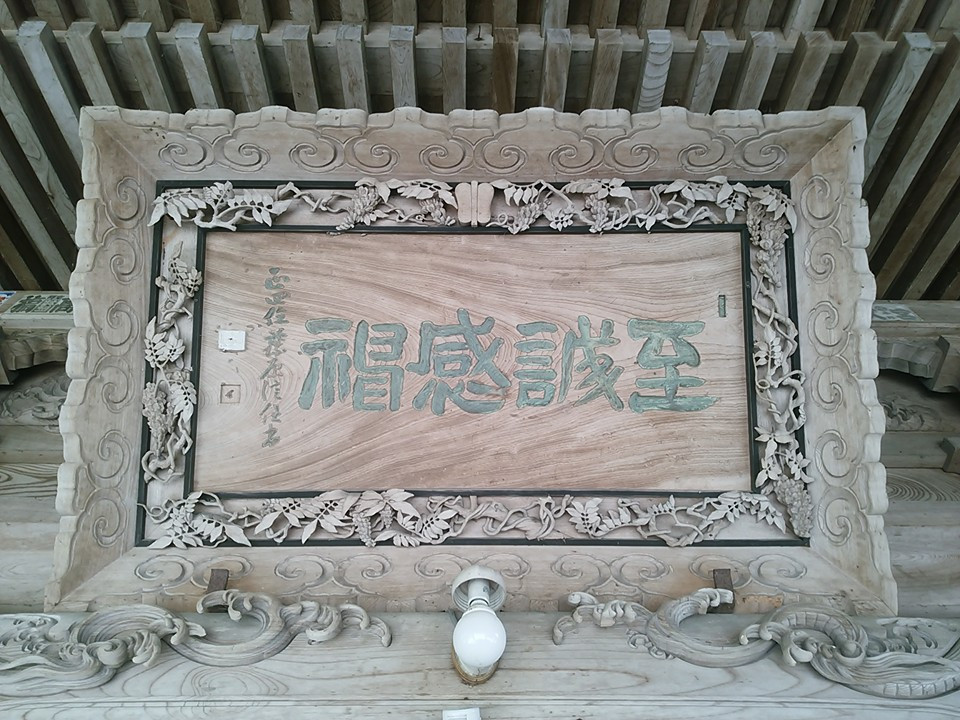
扁額（上部に裏家紋「軍配」を配する）
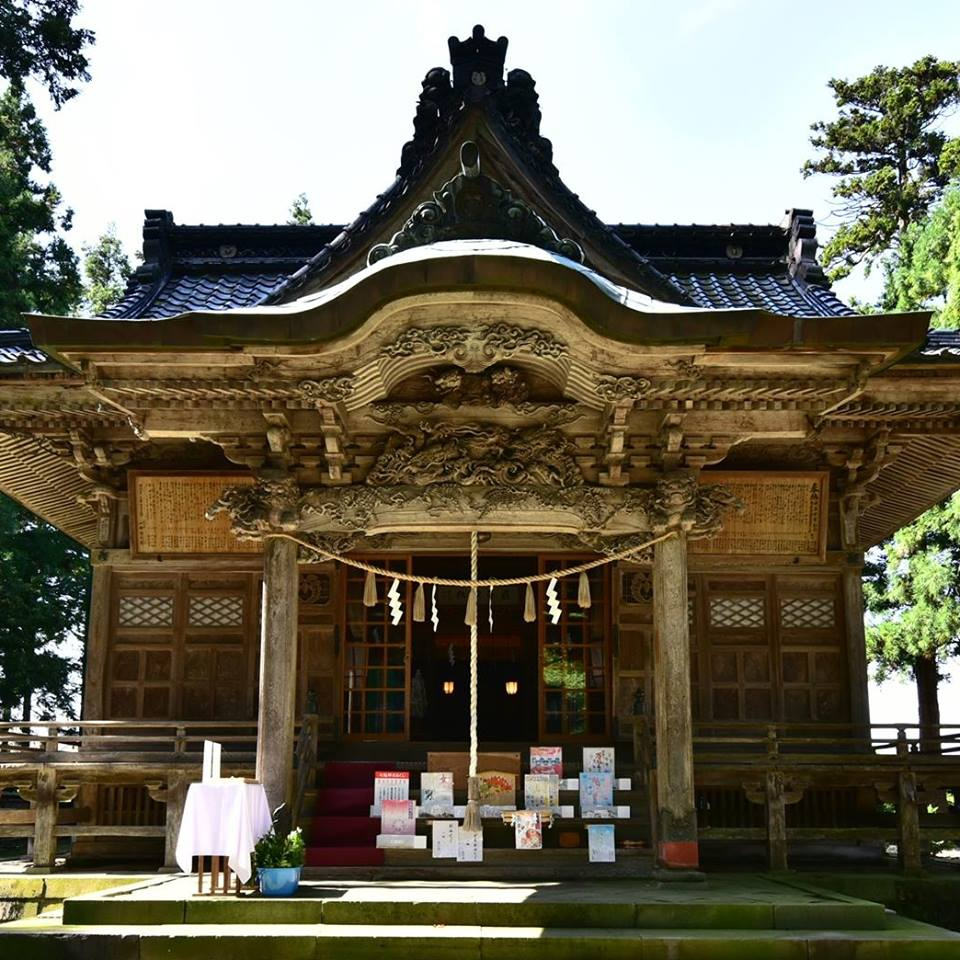
拝殿

## 内藤家歴代当主肖像画
「内藤家歴代当主肖像画」は、村上城主内藤家の家祖信成から第10代当主信敦までの歴代当主を描いた10枚の肖像画。内藤家を祀る新潟県村上市の藤基神社の御神宝として秘匿されてきたが、その重要性から、令和２年７月に初めて一般公開された。絵画として優品で、かつ10点もの肖像画が長期間にわたり離散せず現存している例は非常に珍しものとして、村上市文化財に指定された。
歴代肖像画のうち８代～10代の３枚は過去に絵が剥がされたと伝えられ、白紙の状態で保管されていたが、８代、９代の２枚の白紙を剥がしたところ、下から新たな肖像画が発見され大きな話題となった。令和２年に残るすべてについて東京文化財研究所が光学調査を実施したところ、10代の白紙の下と７代の絵の下にもさらに肖像画が隠されていることが判明した。

## 祭事
- 歳旦祭 - 1月1日
- 紀元祭 - 2月11日
- 天長祭 - 2月23日
- 例大祭 - 5月15日
- 夏越大祓 - 6月30日
- 鮭魂祭 - 11月11日[4]

村上の歴史・文化・食を支えてきた「鮭」に感謝を込め、鮭の魂を供養する。
- 新嘗祭 - 11月23日

### ギャラリー
- 夏越大祓
- 鮭魂祭

## 現地情報
所在地
- 新潟県村上市三之町11番12号

交通アクセス
- 公共交通：JR羽越本線 村上駅から東へ徒歩約20分。同駅ではレンタサイクルの取り扱いもある[5]。
  - 同駅から「まちなか循環バス」も利用可能[6]。
- 自動車：日本海東北自動車道村上瀬波温泉インターチェンジから約3分

周辺
- 村上城跡
- おしゃぎり会館（村上市郷土資料館）
- イヨボヤ会館
- 瀬波温泉